# Jiří Bělka
Jiří Bělka (7. dubna 1929, Narysov – 19. září 1989, Praha) byl český divadelní, filmový, ale především televizní režisér, jeden z průkopníků televizního dramatického vysílání v Československu. K řadě svých televizních inscenací si napsal rovněž scénář.

## Biografie
Narodil se 7. dubna 1929 v malé obci Narysov ležící v okrese Příbram. Vystudoval režii na divadelní fakultě Akademie múzických umění v Praze. Jako student se několikrát objevil v malých rolích na prknech Národního divadla a asistoval takovým režisérům jakými byli např. Antonín Dvořák nebo Jiří Frejka, kteří byli zároveň jeho učiteli na DAMU. Úspěšnou se stalo jeho uvedení Tylovy Lesní panny v Disku. V letech 1951 až 1955 působil jako režisér v Krajském oblastním divadle v Českých Budějovicích. Od roku 1954 působil jako režisér v Československé televizi, nejprve jako host a od roku 1955 jako stálý zaměstnanec. Po Evě Sadkové se stal teprve druhým zaměstnancem Československé televize ve funkci režiséra dramatických pořadů. Jelikož se na počátku televizního vysílání vysílalo živě a záznamové zařízení nebylo k dispozici, nejsou první televizní práce Jiřího Bělky, které inscenoval v padesátých a šedesátých letech 20. století dochovány. Namátkou je to první televizní provedení Tylovy báchorky Lesní panna (1955), okupační vesnický příběh podle stejnojmenné divadelní hry Miloslava Stehlíka Mordová rokle (1956), původní televizní hra o životě Julia Fučíka podle scénáře Otto Zelenky Fučík (1956), Intermezzo (1957), Zimní pohádka (1958), Sny a požáry (1959), Úklady a láska (1959), původní televizní inscenace Ivy Hercíkové ze života vysokoškoláků Osm hodin vlakem (1960). Obrázek o nich si můžeme dnes udělat pouze z recenzí uveřejněných v dobovém tisku.
První v archivu České televize dochovanou inscenací je na podzim roku 1960 vysílaná Neprovdaná paní Rosita podle stejnojmenné divadelní hry Federica Garcíi Lorcy s Jiřinou Švorcovou v roli doňy Rosity, následována v předvánočním čase vysílanou Lucernou podle stejnojmenné divadelní hry Aloise Jiráska. Šedesátá léta se stala pro Jiřího Bělku uměleckým vrcholem. Vytvořil zde řadu významných televizních inscenací.

## Tvorba (výběr)

### Televizní tvorba
- Hadrián z Římsů (1954)
- Lesní panna (1955)
- Mordová rokle (1956)
- Fučík (1956)
- Intermezzo (1957)
- Zimní pohádka (1958)
- Sny a požáry (1959)
- Osm hodin vlakem (1960)
- Neprovdaná paní Rosita (1960)
- Lucerna (1960)
- Teď v březnu (1961)
- Sganarel lékařem (1962)
- Maškaráda (1963)
- Štědrovečerní romance (1963)
- Lysistrata (1965)
- Neviditelný (1965)
- Doktor a běsi (1966)
- Waterloo (1967)
- Motýl a smrt (1968)
- Bellevue (1969)
- Cyrano z Bergeracu (1971)
- Štěstí (film, 1973) (1973)
- Břetislav a Jitka (1974)
- Velký oblouk (1975)
- Strom vědění dobrého (1976)
- Prokop Diviš (1977)
- Jak je důležité míti Filipa (1979)
- Poslední koncert (1979)
- A na konci je začátek (1981)
- O neopětované lásce (1982)
- Smrt krále Václava IV. (1983)
- Lucie a Marta (1985)
- Zikmund, řečený šelma ryšavá (1986)
- Nepolepšitelný starý muž (1987)
- Polní mše (1988)
- Morové povětří (1989)

### Divadelní tvorba
- Lesní panna (1951)
- Samota (1951)
- Jarní hromobití (1952)
- Kuchyně (1962)
- Maškaráda (1966)
- Duel (1972)

### Filmová tvorba
- Deštivý den (1962)

## Ocenění
6. Grand Premio Bergamo – Mezinárodní festival uměleckých filmů a filmů o umění Bergamo (Itálie)

1963 – čestný diplom pro film Deštivý den
Umělecká soutěž k 20. výročí osvobození Československa

1965 – odměna za televizní inscenaci Maškarády
Trilobit – cena Svazu československých filmových a televizních umělců

1965 – 

1966 – za režii řady inscenací